# Pollenia tenuiforceps
Pollenia tenuiforceps este o specie de muște din genul Pollenia, familia Calliphoridae, descrisă de Seguy în anul 1928. Conform Catalogue of Life specia Pollenia tenuiforceps nu are subspecii cunoscute.